# Ephraim Avigdor Speiser
Ephraim Avigdor Speiser (* 24. Januar 1902 in Skalat/Galizien, damals Österreich-Ungarn, heute Ukraine, Oblast Ternopil; † 15. Juni 1965 in Elkins Park, Pennsylvania) war ein US-amerikanischer Assyriologe polnischer Herkunft. Er entdeckte 1927 den Tell von Tepe Gawra und führte zwischen 1931 und 1938 die Aufsicht über die dortigen Grabungen. Er lehrte an der University of Pennsylvania.

## Wirken
Speiser lieferte wichtige Beiträge über akkadische Mythen und Epen für die von James B. Pritchard herausgegebene vielbeachtete Textsammlung Ancient Near Eastern Texts relating to the Old Testament, die es sich zum Ziel gesetzt hatte, das Umfeld des Alten Testaments auszuleuchten. Er übersetzte für diese Sammlung das Schöpfungsepos, das Gilgamesch-Epos und andere akkadische Texte.
1941 wurde er als gewähltes Mitglied in die American Philosophical Society aufgenommen.

## Werke
- New Kirkuk Documents relating to Family Laws, New Haven 1930.
- Mesopotamian origins : the basic population of the Near east. Philadelphia: University of Pennsylvania press/London: H. Milford, Oxford university press 1930.
- Excavations at Tepe Gawra I. University of Pennsylvania Press, Philadelphia 1935, ISBN 9991553401
- One Hundred New Selected Nuzi Texts, New Haven 1936 (mit R. H. Pfeiffer)
- Introduction to Hurrian New Haven: American schools of Oriental research under the Jane Dows Nies publication fund, 1941. (The annual of the American schools of Oriental research  20 for 1940-1941).
- "Akkadian Myths and Epics", in: James B. Prichard (Hrsg.): Ancient Near Easten Texts relating to the Old Testament. Princeton University Press, Princeton, New Jersey 1950.